# Formazan

Redução de um tetrazólio a um formazan. Os "Rs" indicados são vários grupos orgânicos que definem os diversos sais de tetrazólio e fornecem suas características químicas únicas.

Corantes formazan ou formazana são produtos cromogênicos artificiais resultantes da redução de sais tetrazólio por deidrogenases e redutases. Possuem uma variedade de cores de azul escuro a vermelho profundo e laranja, dependendo do sal tetrazólio original usado como substrato para a reação.
Exemplos destacados de sais de tetrazólio incluem:
1. INT ou cloreto de 2-(4-iodofenil)-3-(4-nitrofenil)-5-fenil-2H-tetrazólio, o qual é insolúvel em água.
2. MTT ou brometo de 3-(4,5-dimetil-2-tiazolil)-2, 5-difenil-2H-tetrazólio, o qual é insolúvel em água e usado no Teste MTT.
3. XTT ou 2,3-bis-(2-metoxi-4-nitro-5-sulfofenil)-2H-tetrazólio-5-carboxanilida, o qual é solúvel em água.
4. MTS ou 3-(4,5-dimetiltiazol-2-il)-5-(3-carboximetoxifenyl)-2-(4-sulfofenil)-2H-tetrazólio, o qual é solúvel em água e usado no Teste MTS.[3][4][5]

Embora possuam estruturas moleculares de azo-compostos, possuem suficientes diferenças estruturais permitindo serem considerados de outra classe de compostos. Entre os corantes formazan, os os mais importantes são que formam complexos químicos, destacadamente com o cobre, corantes reativos para o algodão, entre os quais pode-se citar o azul reativo 160, cobre formazan bismonoclorotriazina, ou o complexo de cobre da diazo formazan divinil sulfona.